# Suele pasar
«Suele Pasar» es una canción y el segundo sencillo de la banda de pop electrónica Belanova de su primer álbum de estudio Cocktail (2003). El sencillo fue muy bien aceptado en el país, sin embargo no logró alcanzar tanto éxito como el sencillo anterior "Tus ojos".

## Información general
La letra del sencillo es totalmente escrita por Denisse Guerrero la vocalista del grupo y la composición melódica de Edgar Huerta y Ricardo Arreola, músicos de la banda.
- Datos: Q6135177